# Mordellistena infrarufa
Mordellistena infrarufa es una especie de coleóptero de la familia Mordellidae.

## Distribución geográfica
Habita en Tonkín (Vietnam).

## Subespecies
- Mordellistena infrarufa infrarufa. Habita en Tonkín (Vietnam)[1]
- Mordellistena infrarufa rufounicolor.Habita en Tonkín (Vietnam)[1]
- Mordellistena infrarufa imbasalis.Habita en Hoa Binh (Vietnam)[1]